# Loen Skylift
Le Loen Skylift est un téléphérique situé à Loen en Norvège montant au sommet du Mont Hoven (1011 mètres d'altitude).

## Histoire
Le coût de la construction entamée en 2015 est estimé à 300 millions de couronnes norvégiennes. L'inauguration a lieu le 20 mai 2017, en présence de Sonja Haraldsen, reine consort de Norvège.
La station d'arrivée accueille un débat télévisé dans le cadre des élections législatives de 2017.